# Wapen van Noord-Beveland

Wapen van Noord-Beveland

Het wapen van Noord-Beveland is naar aanleiding van de fusie tussen de gemeentes Kortgene en Wissekerke aan de nieuwe gemeente Noord-Beveland toegekend. De gemeente ontstond op 1 januari 1995, op 21 maart dat jaar werd het wapen per koninklijk besluit aan de gemeente toegekend.

## Geschiedenis
Het wapen bestaat uit elementen van de wapens van Kortgene, Wissenkerke en Kats.
- Kats is in 1941 opgegaan in de gemeente Kortgene. Het dorp, en gemeente, gebruikte een officieus wapen dat er als volgt uitzag:

In sabel 2 golvende dwarsbalken van zilver, vergezeld van drie ruiten van goud, geplaatst twee boven en één onder de balken.
Waar het wapen van Kats geheel zwart was met twee zilveren golven en drie gouden ruiten, twee in het schildhoofd en een in de schildvoet heeft het nieuwe wapen twee zilveren golven, twee zwarte en is de hele schildvoet zilver.
- Wissenkerke voerde een zilveren schild met daarop een rode, ruitvormige gesp. Deze gesp komt ook voor in het wapen van Pellenberg. De gespt komt in het wapen van Noord-Beveland terug in de schildvoet.
- Kortgene voerde het volgende wapen:

 Gepaald van zilver en sabel van 6 stukken en een schildhoofd van azuur beladen met 3 zespuntige sterren van goud, staande naast elkaar.— 
Uit dit wapen zijn twee van de drie sterren overgenomen. Deze zijn in het nieuwe wapen eveneens in het schildhoofd geplaatst.
Het wapen van Noord-Beveland werd per koninklijk besluit, door de Hoge Raad van Adel, op 21 maart 1995 aan de gemeente toegekend. Het besluit had het nummer 95.001315 en het werd op 6 juni 1995 als zodanig bevestigd.

## Blazoen
De beschrijving van het wapen van de gemeente Noord-Beveland luidt als volgt:
Doorsneden door middel van een golvende dwarsbalk, golvend gedwarsbalkt van vier stukken, zilver en sabel; I in sabel twee sterren van goud; II in zilver een ruitvormige gesp van keel. Het schild gedekt met een gouden kroon van drie bladeren en twee parels.
Het wapen is horizontaal in tweeën gedeeld.

## Verwante wapens

Wapen van Kortgene
Wapen van Wissenkerke
Wapen van Kats